# Знак оклику (телепрограма)
«Знак оклику» — програма журналістських розслідувань українського телеканалу ТВі, увага якої переважно зосереджувалася на корупції, зловживанні владою та криміналі. Виходила в ефір щотижня з 2008 по 2014 рік.

## Історія
У серпні 2008 року журналіст Богдан Кутєпов повідомив, що вестиме нову програму на телеканалі ТВі з робочою назвою «Знак оклику». На той час генеральний директор телеканалу ТВі Микола Княжицький зазначив, що за форматом проєкт буде найближчий до програми «Максимум», яку виробляє телеканал НТВ, «але не жовтого, а соціального спрямування».
Перший випуск програми журналістських розслідувань «Знак оклику» вийшов на ТВі 18 жовтня 2008 року.
У березні 2009 року Кутєпов повідомив, що залишає телеканал ТВі через «максимально урізані ресурси для колективу і телевиробництва», а новим ведучим «Знаку оклику» став Артем Шевченко.
У квітні 2013 на телеканалі ТВі розгорівся скандал через зміну власника. Конфлікт завершився звільненням навесні 2013 року частини колективу ТВі, у тому числі і декількох журналістів програми «Знак оклику».
Останній випуск «Знак оклику» із ведучим Артемом Шевченком вийшов 17 березня 2014 року. Причин, через які він залишає канал, Шевченко не пояснив, пообіцявши глядачам найближчим часом знову побачитися в телеефірі.
У різний у програмі «Знак оклику» працювали журналісти: Дмитро Гнап, Наталія Седлецька, Анна Бабінець, Денис Бігус, Олена Солодовнікова, Тетяна Шустрова, Костянтин Усов, Максим Крапівний, Любомир Ференс, Максим Савчук, Ярослав Тракало, Федір Сидорук, Кирило Лукеренко.

## Резонансні розслідування

### Фільм «Лук'янівка. Тюрма №1»
Фільм «Лук'янівка. Тюрма № 1» показав, як стіни камер СІЗО роз'їдає грибок і яку якість їжі накладають до тарілок в'язням. Віктор Янукович запропонував генпрокурору організувати перевірку фактів порушень закону, наведених на початку квітня у ЗМІ, з відстороненням причетних до них осіб. Окрім відсторонення в. о. начальника СІЗО Євгена Домбровського, за словами автора фільму Костянтина Усова, вісьмох працівників Лук'янівки звільнено.

### Розслідування про «Вишки Бойка»
Журналістка «Знак оклику» Наталія Седлецька розслідувала сумнівний тендер із закупівлі бурових вишок для «Чорноморнафтогазу», дочірньої компанії державного «Нафтогазу України». Повідомлялося, що тільки на одній оборудці держава втратила близько $150 млн через участь компаній-посередників. У пресі сумнівна закупівля отримала назву «Вишки Бойка» за ім'ям міністра енергетики Юрія Бойка. Сам Бойко заявляв, що держава заплатила справедливу ціну, тому що в неї входить не тільки сама бурова вишка, але і її транспортування в Чорне море, навчання фахівців та додаткові прилади.

### «Лівела» і мільярди
Журналісти «Знак оклику» Анна Бабінець та Дмитро Гнап розслідували діяльність фірми «Лівела», яка за часів президентства Віктора Януковича у 2010 році отримала дозвіл ввозити нафтопродукти без сплати ПДВ й акцизу. Тоді повідомлялося, що бюджет не отримав близько 11 мільярдів гривень.

### Розслідування про державну резиденцію «Залісся»
У березні 2012 року вийшло розслідування «Знаку оклику» про державну резиденцію «Залісся». У ньому йшлося про те, що найкращі для полювання величезні лісові угіддя резиденції «Залісся» у сорок тисяч гектарів території згідно Указу Президента Ющенка мали би стати національним парком, однак ні за президентства Ющенка, ні за президентства Віктора Януковича цього так і не сталося. Під час підготовки матеріалу журналісти повідомили, що на них скоїв напад директор державної резиденції. У свою чергу МВС звинуватило у нападі на директора самих журналістів.